# Law & Order True Crime
Law & Order True Crime è una serie televisiva antologica statunitense.
Creata da René Balcer, è il sesto spin-off nel franchise di Law & Order. La prima stagione è intitolata Law & Order True Crime: The Menendez Murders, ed è incentrata sul caso dei fratelli Lyle ed Erik Menéndez, che uccisero i loro genitori il 20 agosto 1989.
La prima stagione è stata ordinata il 15 luglio 2016 ed è stata trasmessa sulla NBC dal 26 settembre al 14 novembre 2017.

## Trama
Quando i fratelli Menendez vengono accusati da una televisione nazionale di aver brutalmente ucciso i loro genitori a Beverly Hills, la loro storia diventa un'ossessione per tutta la nazione. La prima e unica stagione di questa serie antologica scava tra i protagonisti, il crimine e il circo mediatico, descrive le battaglie quotidiane del processo e scopre la verità sconcertante di ciò che è veramente avvenuto a telecamere spente.

## Episodi
| Stagione       | Episodi | Prima TV originale | Prima TV Italia |
| -------------- | ------- | ------------------ | --------------- |
| Prima stagione | 8       | 2017               | 2018            |

## Personaggi e interpreti

### Personaggi principali
- Leslie Abramson, interpretata da Edie Falco[4], doppiata da Anna Cesareni.
- Giudice Stanley Weisberg, interpretato da Anthony Edwards.[5]
- Erik Menendez, interpretato da Gus Halper, doppiato da Riccardo Suarez.
- Lyle Menendez, interpretato da Miles Gaston Villanueva, doppiato da Alessandro Campaiola.
- Jill Lansing, interpretata da Julianne Nicholson.[6]

### Personaggi secondari
- Marta Cano, interpretata da Constance Marie.
- Jose Menendez, interpretato da Carlos Gómez, doppiato da Riccardo Scarafoni.
- Detective Les Zoeller, interpretato da Sam Jaeger.
- Glenn Stevens, interpretato da Sterling Beaumon.
- Joan Vandermolen, interpretata da Molly Hagan.
- Henry Llano, interpretato da Dominic Flores.
- Kitty Menendez, interpretata da Lolita Davidovich.
- Judalon Smyth, interpretata da Heather Graham.
- Pam Bozanich, interpretata da Elizabeth Reaser.
- Milton Andersen, interpretato da Larry Cedar.
- Dr. Jerome Oziel, interpretato da Josh Charles, doppiato da Francesco Bulckaen.
- Elliott Alhadeff, interpretato da Ezra Buzzington.

## Produzione
Le riprese della prima stagione sono cominciate il 26 giugno 2017. La serie è stata cancellata dal Network NBC dopo una stagione e 8 episodi trasmessi per scarsi ascolti.